# David Bowman (Odisseia no Espaço)

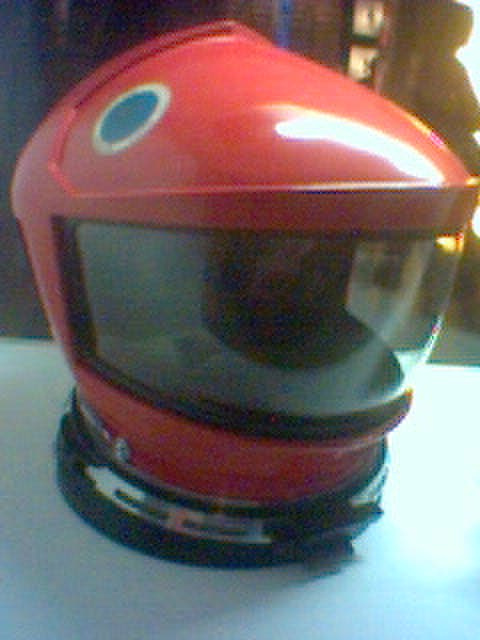
David Bowman

David Bowman é uma personagem fictícia da série Odisseia no Espaço. Foi o protagonista de 2001: Uma Odisseia no Espaço, de Stanley Kubrick e Arthur C. Clarke, lançado como livro e filme no ano de 1968. A personagem aparece também em outras sequências da série: No livro 2010: Uma Odisseia no Espaço 2 e em sua respectiva adaptação cinematográfica 2010: O Ano Em Que Faremos Contato. Ele também retorna em mais dois livros de Clarke: 2061: Uma Odisseia no Espaço 3 e 3001: A Odisseia Final, entretanto sem papéis significativos. Nos prefácios de 2010 e 2061, Clarke deixa claro que as tramas dos filmes e livros não seguem necessariamente um arco linear, e ocorrem em universos paralelos e, consequentemente, há inconsistências aparentes na personagem David Bowman ao longo da série.
Nos dois filmes, David Bowman é interpretado por Keir Dullea.